# Tempelcomplex Maasplein

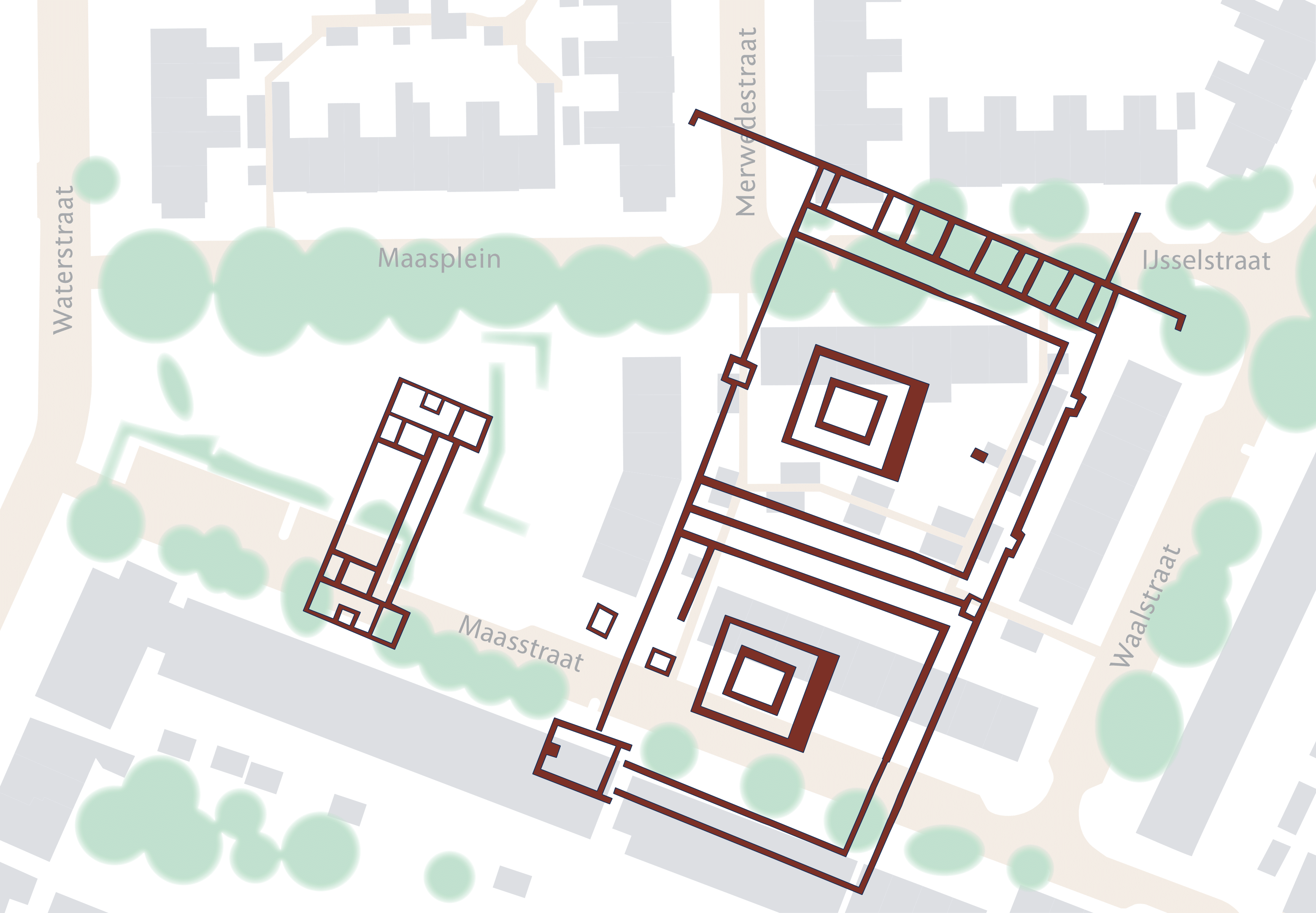
plattegrond van de twee tempels geprojecteerd op de hedendaagse bebouwing

Het Tempelcomplex Maasplein zijn twee Gallo-Romeinse tempels die moeten hebben gestaan in wat nu het westelijk deel van de Nederlandse stad Nijmegen is. Ze zijn gesitueerd bij het huidige Maasplein, in het Waterkwartier. De tempels zijn vermoedelijk aan het eind van de 2e eeuw verdwenen.

## Geschiedenis
In de Romeinse tijd stonden hier twee tempels die gewijd waren aan de god van de handel, Mercurius, en aan de godin van voorspoed, Fortuna. De tempels lagen toen binnen de stadsmuren van Ulpia Noviomagus Batavorum, ofwel Romeins Nijmegen.
Bij de tempels zijn de restanten aangetroffen van afgodsbeelden, evenals overblijfselen van stenen altaren en de verkoolde resten van vruchten, pitten en zaden. Deze moeten als offeranden hebben gediend.
Ten westen van deze dubbeltempel lag een Romeinse villa, waar vermoedelijk de priester resideerde.
In 180 na Chr. heeft er – naar het zich laat aanzien – in Noviomagus (mogelijk ook in andere Romeinse steden uit deze tijd) een grote stadsbrand gewoed, waarbij waarschijnlijk ook deze twee tempels verwoest zijn. Na de brand werden de tempels niet meer herbouwd.

## Reconstructie en herdenking
In de straatstenen zijn de omtrekken van de tempels zichtbaar gemaakt. Het plein zelf werd in 2019 voorzien van nieuwe bomen en planten, die bij de Romeinen al populair waren als sierplant.